# مات غاي
مات غاي (بالإنجليزية: Matt Gay) هو لاعب كرة قدم أمريكية ولاعب كرة قدم أمريكي، ولد في 15 مارس 1994 في أوريم في الولايات المتحدة. لعب مع Utah Utes ‏.

## وصلات خارجية
- مات غاي على موقع مرجع كرة القدم المحترفة.كوم (الإنجليزية)